# José Manuel Herigoyen

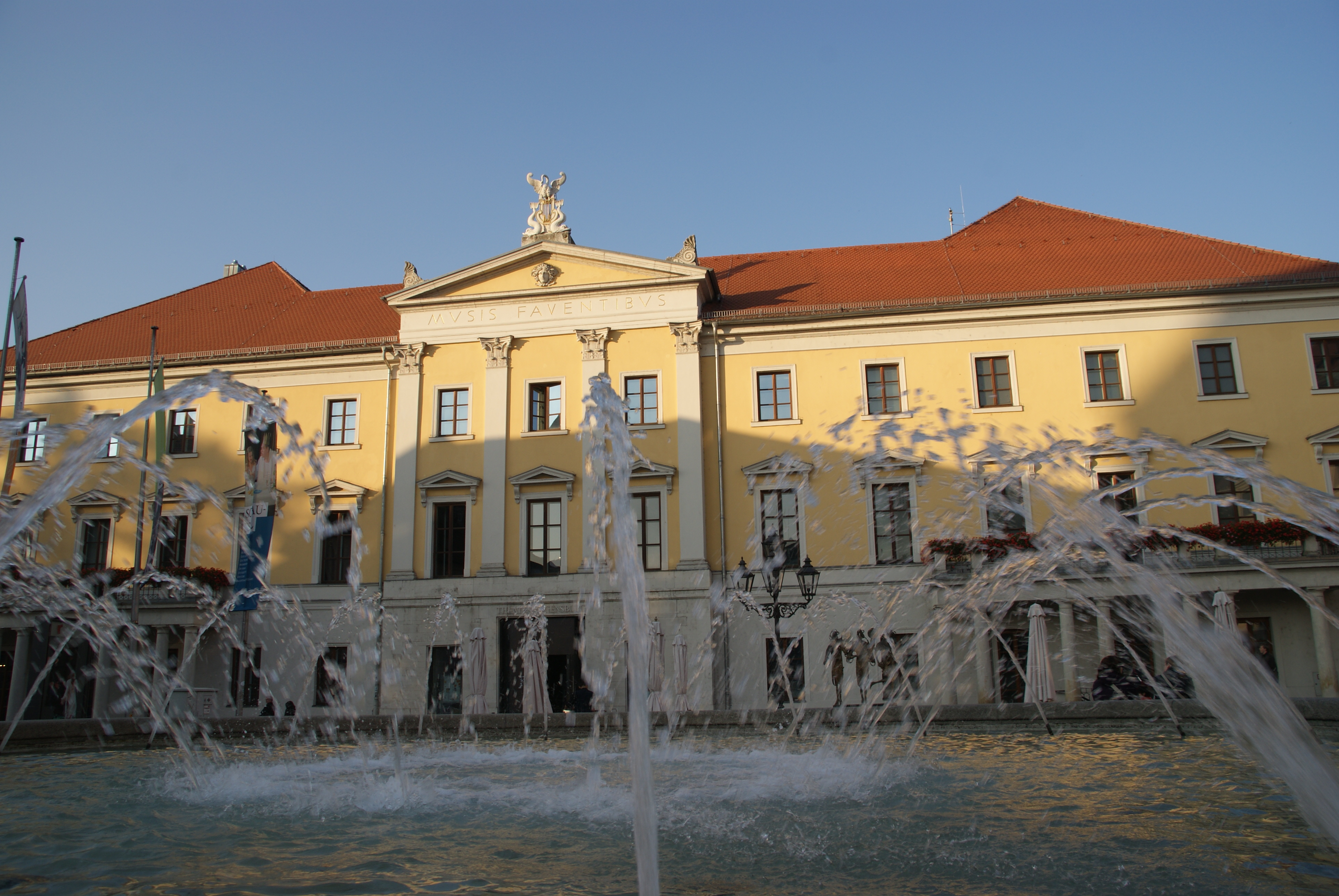
O teatro municipal (Stadtheater) de Ratisbona (Regensburg), cons. 1804

José Manuel Herigoyen (Belas, 4 de Novembro de 1746 — Munique, 27 de Julho de 1817) foi um arquiteto português. Foi uma figura importante da arquitetura na Baviera, onde viveu parte da sua vida. Pertence a uma geração de arquitectos de eleição como Karl Friedrich Schinkel e Franz Leo von Klenze.

## Biografia / Obra

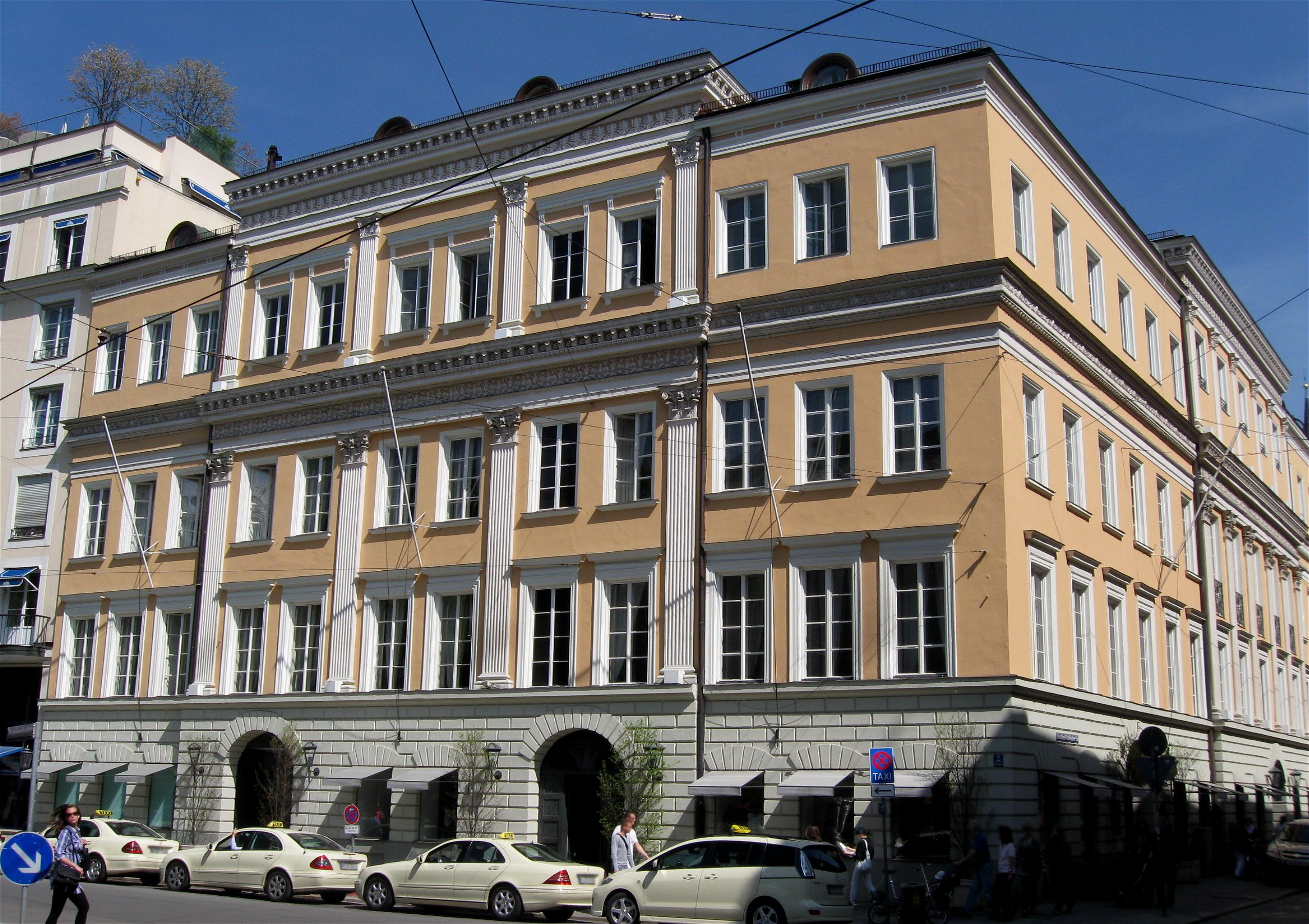
O Palais Montgelas em Munique, cons. 1811-1813

O pai descendia da alta nobreza do País Basco francês e conheceu a sua mulher portuguesa em Viena. Casaram em Belas, então sede de concelho e desde 1855 uma freguesia no concelho de Sintra. Viveram na Quinta do Conde de Pombeiro, em Belas. José Manuel Herigoyen nasceu no dia 4 de novembro de 1746 em Belas. Teve por padrinho Manuel de Bragança, Infante de Portugal. Foi essa proteção que lhe garantiu uma educação no Colégio das Necessidades e aulas de desenho, arquitetura e engenharia de arquitetos joaninos.
Viajou ao serviço da marinha portuguesa entre 1762 e 1767, conhecendo a Madeira, o Brasil e a Guiné. De 1767 a 1769 estudou em Paris na escola superior Ecoles de Ponts et Chaussées, também designada de Académie d'Architecture. Em 1769 chega a Viena, onde continua os estudos na academia de belas-artes, a Akademie für Bildende Künste. É nesta cidade que começa a excercer regularmente projetos, até 1773. Seguem-se numerosos trabalhos primeiro no Principado da Mogúncia e sobretudo depois no Reino da Baviera, onde é nomeado Alto-Comissário das Obras Régias, em 1810. Faleceu na capital Munique em 1817.

## Alguns projetos e obras
- Dalberg-Hammelburger Hof em Mogúncia (Mainz), 1774
- Palácio e Parque Schönbusch perto de Aschaffenburg, 1774–1782
- Igreja paroquial St. Margaretha em Esselbach, 1779
- Pavilhão de pequeno-almoço (Frühstückspavillon) no parque do palácio de Aschaffenburg, 1782
- Igreja paroquial St. Anna und Margaretha em Sulzbach am Main, 1789
- Paço do concelho em Aschaffenburg, 1790
- Museu e palácio Württembergisches Palais em Ratisbona (Regensburg), 1804
- Edifício da antiga fábrica de porcelanas em Ratisbona, 1804
- Teatro Municipal Stadttheater Regensburg, 1804
- Embaixada francesa no largo Bismarckplatz em Ratisbona, 1805
- Palacete Dörnberg-Palais em Ratisbona, 1805
- Casa vermelha („Rotes Haus“) em Ratisbona, 1805
- Monumento a Johannes Kepler em Ratisbona
- Fachada do palácio Thon-Dittmer-Palais no largo Haidplatz em Ratisbona, 1809
- Teatro municipal (Stadttheater) em Aschaffenburg, 1811
- Palacete Palais Montgelas em Munique, 1811-1813